# Annet de Clermont-Gessant

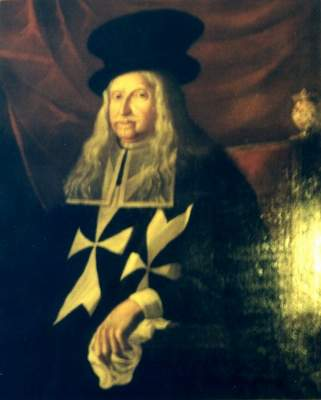
Annet de Clermont-Gessant

Großmeisterwappen Annets de Clermont-Gessant

Annet de Clermont-Gessant (auch Annet de Clermont de Chattes-Gessant, * 1587; † 2. Juni 1660) war der 59. Großmeister des Malteserordens.
Er gehörte der auvergnischen Zunge des Ordens an, bevor er am 9. Februar 1660 zum Nachfolger des drei Tage zuvor verstorbenen Großmeisters Martin de Redin gewählt wurde. Annet selbst starb nur vier Monate nach seiner Ernennung. Er wurde in der dem Hl. Sebastian gewidmeten auvergnischen Kapelle innerhalb der St. John’s Co-Cathedral in Valletta bestattet. Sein Grabmal ist dort bis heute erhalten.